# Mazda Classic 1993
Mazda Classic 1993 — жіночий тенісний турнір, що проходив на відкритих кортах з твердим покриттям La Costa Resort and Spa in San Diego, California (США) that was part of Tier II в рамках Туру WTA 1993. Відбувсь уп'ятнадцяте і тривав з 2 серпня до 8 серпня 1993 року. Перша сіяна Штеффі Граф здобула титул в одиночному розряді and earned $75,000 first-prize money, а також 300 рейтингових очок

## Фінальна частина

### Одиночний розряд
Штеффі Граф —  Аранча Санчес Вікаріо, 6–4, 4–6, 6–1
- Для Граф це був 6-й титул в одиночному розряді за сезон і 75-й — за кар'єру.

### Парний розряд
Джиджі Фернандес /  Гелена Сукова —  Пем Шрайвер /  Елізабет Смайлі, 6–4, 6–3